# Monticelli Pavese
Monticelli Pavese là một đô thị ở tỉnh Pavia trong vùng Lombardia của Ý, có cự ly khoảng 50 km về phía đông nam của Milan và khoảng 30 km về phía đông của Pavia. Tại thời điểm ngày 31 tháng 12 năm 2004, đô thị này có dân số 718 người và diện tích là 20.2 km².
Monticelli Pavese giáp các đô thị sau: Badia Pavese, Calendasco, Chignolo Po, Orio Litta, Pieve Porto Morone, Rottofreno, Sarmato.